# Sharia (cidade)
Sharia (russo:  Шарья) é uma cidade da Rússia, o centro administrativo de um raion do Oblast de Kostroma. A cidade é localizada junto à ferrovia Transiberiana.